# Игра анђела
Игра анђела (шп. El juego del ángel) је роман шпанског писца Карлоса Руиза Зафона, објављен 2008. године. Друга је по реду књига серијала Гробља заборављених књига. Предвиђено почетно штампање оборило је издавачке рекорде земље, са милионом примерака.
Игра анђела друга је епизода у циклусу од четири међусобно повезана романа смештена у мистериозну и готску Барселону која иде од доба Индустријске револуције до година након Шпанског грађанског рата. Четири приче, самосталне и независне саме по себи, делиће неке ликове и поставке, усредсређене на Гробље заборављених књига, породицу Семпере и њену књижару, господина Барсела, старатеља Исака Монфорта и комшију дон Анаклета Семпере.
Игра анђела: у бурној Барселони двадесетих година 20. века, млади писац опседнут немогућом љубављу добија понуду мистериозног издавача да напише књигу у замену за богатство и, можда, нешто више. Блиставим стилом и беспрекорном наративном прецизношћу, аутор књиге Сенка ветра враћа нас у Барселону на гробље заборављених књига да би нам понудио авантуру интрига, романтике и трагедије кроз лавиринт тајни у којима се чини чаролија књига, страст и пријатељство спојени су у мајсторску причу. 

## Радња
„Писац никада не заборавља први пут када је прихватио новац или комплимент за неку причу. Никад не заборавља слатки отров таштине.”— Игра анђела
Давид Мартин је талентовани али неуспешни писац који живи у Барселони двадесетих година 20. века. Након рада у новинама, објављивања књиге под псеудонимом и помагања у писању дела његовог великог пријатеља, сина познатог трговца, живот Давида Мартина мења се драстично: жена у коју је заљубљен удаће се за његовог пријатеља и он ће открити да болује од рака.
Тада се поново среће са неким кога је под чудним околностима већ упознао пре неколико година: мистериозним Андреасом Корелијем. Андреас му предлаже договор: ако напише књигу за њега, он ће излечити Давидову болест. Али не било коју књигу: Андреас Корели жели да створи нову религију и да је Давид Мартин напише. Он није једина особа која се појављује у његовом животу: Исабела, млада жена која жели да буде писац, почиње да ради као његов асистент и претвориће се у врло важну особу за њега. Читалац ће на крају открити да Исабела није ништа друго до веза између Игре анђела и Сенке ветра.

## Ликови
- Давид Мартин - протагониста романа. Син је ратног ветерана који је радио као чувар у новинама Глас индустрије. Почео је као потрчко у овом барселонском листу, а касније је постигао велики успех као аутор серијала под називом Град уклетих под псеудонимом Игњатијус Б. Самсон.
- Педро Видал - син главног акционара Гласа индустрије, звезда фирме. Одлично познаје високо друштво и ноћни живот Барселоне. Узима Давида под своју заштиту. Обожаван и вољен од стране свих, укључујући и Давида и Кристину. Давид га описује као „каваљера старе генерације, плаве зачешљане косе, бркова попут оловке и лаганим и великодушним осмехом некога ко се осећа пријатно у својој кожи и у свету.”[6]
- Кристина Сагнијер - ћерка шофера породице Видал. Давид и Педро Видал биће њене сентименталне фигуре од тинејџерских дана. Биће јабука раздора између ликова Педра Видала и Давида Мартина.
- Андреас Корели - застрашујући власник издавачке куће Édiciones de la Lumière de París. Његов први контакт са Давидом биће како би га позвао у изненадну посету кабареу El Ensueño Равала. Касније ће се повремено појављивати у његовом животу, све док не одлучи да му изложи свој примамљив предлог, да напише извесну књигу без преседана. Мистериозан је и мрачан лик, мефистофелског присуства и око којег се ствара застрашујућ, заводљив, сумњичав, али истовремено атрактивни амбијент.[7] Карактерише га мали брош на реверу капута, анђео раширених крила.[8] При разради приче открива права природа Корелија и његова права улога у њој.

- Господин Семпере  - власник старе књижаре у Улици Санта Ана, Семпере и синови; „омиљено место у целом граду”[9] Давида. Његов други дом. Човек у поодмаклим годинама, који има једног сина, и велику љубав према Давиду. Спреман је да му помогне у чему год. Он ће бити тај који ће га одвести на гробље заборављених књига.
- Исабела Хисперт - ћерка власника локалне продавнице до куће протагонисте. Интелигентна, књижевност јој је животни позив, са навикла на чисто и уредно. Њен лик је млада и стидљива девојка која хода са „погледом фиксираним на стопала.”[5] Обожаватељка је Давидовог рада. Са амбицијом да постане позната списатељица.
- Дијего Марласка - стари сарадник Валера. Напустио је своју адвокатску каријеру и своју жену како би постао писац, након губитка сина. Становао је и био власник куће коју је изнајмљивао Давид до свог нестанка, у њој је написао књигу Lux Aeterna за Андреаса Корелија.

- Алисија Марласка - удовица Дијега Марласке.
- Ирене Сабино - позоришна глумица, љубавница Дијега Марласке. Заједно су ишли на спиритуалне сеансе како би ступили у контакт са његовим покојним сином.
- Виктор Грандес - инспектор полиције Барселоне, са репутацијом да је човек од интегритета и отпорности. Истраживаће злочине у другој половини романа.
- Маркос и Кастело - полицијски агенти у слижби Грандеса, који обављају његове прљаве послове.
- Рикардо Салвадор - бивши полицајац, био је задужен за истрагу смрти Марласке.
- Себастјан Валера - адвокат, син Сопонсија Валере, Марласкиног сарадника.
- Дамијан Рурес - главни у извођењу спиритуалних сеанси које су посећивали Ирене Сабино и Дијего Марласка.
- Хако Корбера - заступник Ирене Сабино. Наводно је побегао са Марласкиним новцем након његове смрти.
- Хосе Антонио Мартин Кларес - Давидов отац. Борио се у рату за независност Филипина по повратку из рата га оставља жена. Умро је када је Давиду било осам година, упуцан у уличици.